# 桃園市私立永平高級工商職業學校
永平學校財團法人桃園市私立永平工商高級中等學校，簡稱永平工商，位於台灣桃園市楊梅區。

## 校園歷史

### 演變與發展
- 1970年：私立永平高級工業職業學校成立；汽車修護科、電器修護科 、建築工程科設立。
- 1972年：附設補習學校成立。
- 1973年：機工科設立。
- 1974年：機械製圖科設立，同時停招建築工程科。
- 1976年：電子修護科設立，同時停招電器修護科。
- 1979年：美術工藝科設立。
- 1980年：附設補習學校奉准設立美術工藝科。
- 1981年：綜合商業科設立；更名為私立永平高級工商職業學校。
- 1983年：電子修護科調整為資訊科。
- 1984年：綜合商業科調整為資料處理科。
- 1985年：美術工藝科調整為廣告設計科。
- 1990年：觀光事業科設立。
- 1991年：餐飲管理科、商用日文科設立。
- 1992年：商業經營科設立。
- 1993年：國際貿易科設立。
- 1998年：停招機械科、電機科、商用日文科、商業經營科、國際貿易科。
- 1999年：附設補習學校更名為附設進修學校。
- 2002年：輪調式建教合作班成立。
- 2005年：幼兒保育科及綜合高中設立。
- 2010年：停招綜合高中。
- 2011年：表演藝術科設立。
- 2014年：特色班設立。
- 2015年：停招資訊科。

### 歷任董事
| 任期 | 姓名   | 任職日期 | 異動原因 |
| ---- | ------ | -------- | -------- |
| 1    | 李香亭 | 1971年   | 退休     |
| 2    | 朱仁才 | 1996年   | 現任     |

### 歷任校長
| 任期 | 姓名   | 任職日期 | 離職日期 | 異動原因                                                       |
| ---- | ------ | -------- | -------- | -------------------------------------------------------------- |
| 1    | 王鴻逵 | 1971年   | 1983年   | 屆齡退休                                                       |
| 2    | 盧明星 | 1983年   | 1989年   | 退休                                                           |
| 3    | 張自新 | 1989年   | 1990年   | 屆齡退休                                                       |
| 4    | 冷燦東 | 1990年   | 2000年   | 申請退休                                                       |
| 5    | 林元貴 | 2000年   | 2005年   | 原教務主任升任，轉任南投縣私立同德高級家事商業職業學校         |
| 6    | 黃茂德 | 2005年   | 2007年   | 原教務主任升任，任內退休                                       |
| 7    | 黃嘉明 | 2007年   | 2014年   | 原臺北縣立永平高級中學退休校長轉任，轉任新北市私立東海高級中學 |
| 8    | 黃耀祿 | 2014年   | 2018年   | 原輔導主任升任，任滿退休                                       |
| 9    | 蔣香蘭 | 2018年   | 2020年   | 原教務主任升任，任期屆滿                                       |
| 10   | 胡劍峯 | 2020年   | 現任     | 原桃園市立平鎮高級中等學校退休校長轉任                         |

## 外部連結
- （繁體中文）私立永平高級工商 （页面存档备份，存于）

1. ↑  https://org.twincn.com/item.aspx?no=96513461
2. ↑  https://oid.nat.gov.tw/OIDWeb/組織及團體憑證唯一識別編碼.csv